# Leon Schlegel
Leon Schlegel (* 1998) ist ein Schweizer Unihockeyspieler, der beim Nationalliga-A-Verein Chur Unihockey unter Vertrag steht.

## Karriere
Schlegel debütierte 2017 in der Nationalliga A für Chur Unihockey.